# アンティグア労働党
アンティグア・バーブーダ労働党（アンティグア・バーブーダろうどうとう、英語: Antigua and Barbuda Labour Party、ABLP）は、アンティグア・バーブーダの政党である。1981年に同国が独立する前はアンティグア労働党(英語: Antigua Labour Party、ALP)と呼ばれた。現在でも日本の外務省などはこの旧名称を使っている。

## 概要
イギリス植民地時代の1946年に結党。長く与党の地位にいたが、相次ぐ不正の発覚により2004年から野党に下った。それから10年後の2014年6月12日に実施された下院選挙では17議席中14議席を獲得し、再び与党となった。党首のガストン・ブラウンが翌日の13日に首相となった。2018年3月21日執行の下院選挙でも15議席を獲得し勝利。2023年1月の下院選挙では議席を減らしたものの9議席を獲得し、かろうじて過半数を維持した。